# Нижняя Гусиха
Нижняя Гусиха — река в России, протекает в Оренбургской области. Устье реки находится в 1907 км по левому берегу реки Урал. Длина реки составляет 18 км. 

## Данные водного реестра
По данным государственного водного реестра России относится к Уральскому бассейновому округу, водохозяйственный участок реки — Урал от Магнитогорского гидроузла до Ириклинского гидроузла, речной подбассейн реки — Подбассейн отсутствует. Речной бассейн реки — Урал (российская часть бассейна).